# Lista de turnês e concertos de Big Bang

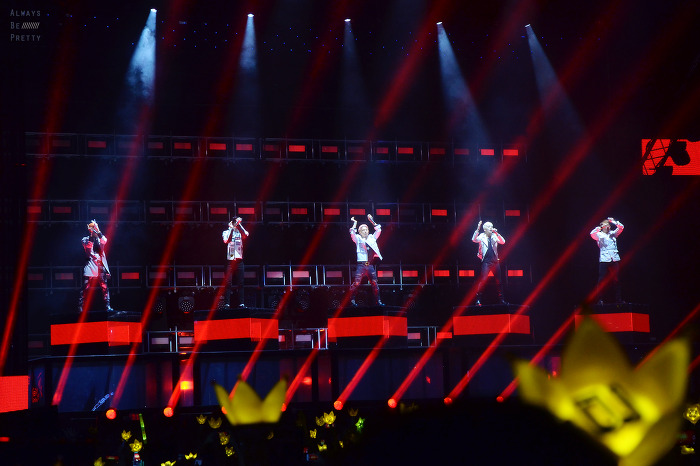
Big Bang apresentando-se na China pela sua Made World Tour em junho de 2015.

O grupo masculino sul-coreano Big Bang embarcou em onze turnês, sendo duas delas mundiais e outras seis no Japão. O grupo também realizou cinco concertos promocionais na Coreia do Sul a fim de promover seus álbuns de estúdio e extended plays (EPs) e três turnês especiais realizadas como encontros de fãs. Seu primeiro concerto de nome The R.E.A.L, ocorreu em 30 de dezembro de 2006, na Olympic Gymnastics Arena. Em 2008, o grupo embarcou em sua primeira turnê asiática a Global Warning Tour, que passou pela Coreia do Sul, Japão e Tailândia. Em 2009 e 2010, o Big Bang excursionou pelo Japão através da Eletric Love Tour e iniciou uma série de concertos anuais na Coreia do Sul intitulados de Big Show. No ano seguinte, sua terceira turnê japonesa, Eletric Love Tour, teve parte de sua renda doada como ajuda para o terremoto e tsunami de Tohoku ocorrido no país no mesmo ano.
Em apoio a seu quinto EP Alive, o grupo realizou em 2012 a Alive Galaxy Tour, sua primeira turnê mundial, onde o quinteto excursionou pela primeira vez na América do Norte, Europa e América do Sul. Seu público total foi de oitocentas mil pessoas. Entre 2013 e início de 2015, o Big Bang embarcou em duas turnês japonesas a Japan Dome Tour e Japan Dome Tour “X”, que arrecadaram 73 milhões e 71 milhões de dólares, respectivamente. Em abril de 2015, a fim de promover o lançamento de seus álbuns singles: M,A,D,E o grupo embarcou em sua segunda turnê mundial a Made World Tour. A turnê recebeu aclamação da crítica e avaliações positivas da imprensa especializada, incluindo The New York Times, The Guardian, Billboard, dentre outros. A mesma quebrou diversos recordes, tornado-se a turnê de maior público realizada por um artista coreano, com a presença de 1,5 milhão de pessoas e sendo incluída na lista de Top 200 Turnês Norte Americanas de 2015 da Pollstar.
Em 2016, o Big Bang comemorou seu décimo aniversário, embarcando na turnê 0.TO.10, com concertos realizados no Japão, Coreia do Sul e Hong Kong, obtendo público total de 1,1 milhão de pessoas. No ano seguinte, como um quarteto, pois T.O.P cumpria seu serviço militar obrigatório, o grupo realizou a Last Dance Tour com dezesseis apresentações no Japão e Coreia do Sul, antes de sua pausa definitiva devido ao alistamento militar obrigatório do restante de seus membros.

## Turnês
| Ano | Título              | Duração                                                                 | Número de performances |
| --- | ------------------- | ----------------------------------------------------------------------- | ---------------------- |
| 2007 | Want You Tour       | 15 de maio de 2007 – 15 de julho de 2007 (Coreia do Sul)                | 5                      |
| Foi a primeira turnê do Big Bang, realizada em apoio a seu álbum de estreia Big Bang Vol.1-Since 2007 (2006). A mesma passou apenas em território sul-coreano com apresentações nas cidades de Incheon, Daegu, Changwon, Jeonju e Busan para um público total de quarenta mil pessoas. |                     |                                                                         |                        |
| 2008 | Global Warning Tour | 28 de março de 2008 – 22 de junho de 2008 (Ásia)                        | 10                     |
| Após dois meses do lançamento de For the World, o primeiro extended play (EP) japonês do Big Bang, o grupo embarcou em sua primeira turnê realizada na Ásia, passando por países como Japão, Coreia do Sul e Tailândia, seu público total foi de setenta mil pessoas em dez concertos. |                     |                                                                         |                        |
| 2008 | Stand Up Tour       | 28 de outubro de 2008 – 1 de novembro de 2008 (Japão)                   | 3                      |
| No fim do ano de 2008, o Big Bang realizou a Stand Up Tour, sua primeira turnê exclusivamente japonesa, em apoio a seu álbum Number 1 (2008). O concerto ocorrido em 1 de novembro de 2008 em Tóquio, foi filmado e lançado posteriormente em CD e DVD. A turnê visitou as cidades de Osaka, Nagoia e Tóquio, e contou com um público de vinte mil pessoas. |                     |                                                                         |                        |
| 2010 | Electric Love Tour  | 10 de fevereiro de 2010 – 17 de fevereiro de 2010 (Japão)               | 6                      |
| A segunda turnê japonesa do Big Bang decorreu em fevereiro de 2010, ela passou pelas cidades de Yokohama, Kobe e Tóquio, levando o grupo a apresentar-se na Yokohama Arena e no Nippon Budokan Arena, apenas quatro meses após sua estreia no mercado fonográfico japonês. O custo de produção da Electric Love Tour, foi de aproximadamente 300 milhões de ienes (aproximadamente 3,3 milhões de dólares). A turnê contou com a presença dos grupos W-inds e 2NE1 como seus convidados especiais e obteve público de sessenta mil pessoas. |                     |                                                                         |                        |
| 2011 | Love and Hope Tour  | 10 de maio de 2011 – 19 de maio de 2011 (Japão)                         | 8                      |
| Em apoio ao lançamento de seu terceiro álbum de estúdio japonês, Big Bang 2 (2011), o Big Bang embarcou na Love and Hope Tour, sua terceira turnê no Japão. Ela havia recebido anteriormente o título de Love & Pain Tour, mas seu nome foi alterado devido ao terremoto e tsunami ocorridos na região de Tohoku no mesmo ano. Parte da renda obtida foi doada como forma de ajuda ao desastre. A turnê passou pelas cidades de Osaka, Chiba e Nagoia, reunindo um público de cem mil pessoas. |                     |                                                                         |                        |
| 2012 | Alive Galaxy Tour   | 2 de março de 2012 – 27 de janeiro de 2013 (Turnê Mundial)              | 48                     |
| Em fevereiro de 2012, foi anunciado a realização da primeira turnê mundial do Big Bang, em apoio ao lançamento de seu quinto coreano EP Alive (2012) e de seu quarto álbum de estúdio japonês de mesmo nome. A turnê iniciou-se no mês seguinte e passou por países da Ásia, América do Norte, América do Sul e Europa. Sua equipe de produção consistiu em nomes como da renomada coreógrafa e diretora criativa Laurieann Gibson e do diretor musical e líder da banda de apoio Gil Smith II. A Alive Galaxy Tour foi patrocinada pela Samsung Galaxy e arrecadou 73 milhões de dólares, a mesma recebeu análises positivas dos críticos de música ocidentais e a Billboard estimou que oitocentas mil pessoas compareceram a turnê. |                     |                                                                         |                        |
| 2013–14 | Japan Dome Tour     | 16 de novembro de 2013 – 26 de janeiro de 2014 (Japão e Coreia do Sul)  | 19                     |
| No fim do ano de 2013, o Big Bang iniciou sua quarta turnê japonesa, ela passou por seis das maiores arenas de cúpula do Japão, tornando o Big Bang o primeiro artista estrangeiro a fazê-lo. A turnê que contou com ingressos esgotados e teve como ato de abertura o grupo Winner, converteu-se em uma das turnês de maior bilheteria do ano no país, arrecadando 70,6 milhões de dólares em dezesseis apresentações. Em 28 de novembro de 2013, dois concertos adicionais e sob o nome de Big Bang + α, foram anunciados na Coreia do Sul, entretanto, devido a demanda, mais uma data de apresentação foi adicionada para 26 de janeiro de 2014. A Japan Dome Tour obteve um público total de oitocentos e sete mil pessoas. |                     |                                                                         |                        |
| 2014–15 | Japan Dome Tour "X" | 15 de novembro de 2014 – 18 de janeiro de 2015 (Japão)                  | 15                     |
| O Big Bang realizou sua quinta turnê japonesa, com um custo de produção que totalizou 25,5 milhões de dólares. Em sua equipe de produção, atuaram o renomado diretor criativo e coreógrafo Jamie King e Roy Bennett, responsável pela iluminação do palco. A turnê utilizou-se de um palco circular a 360 graus e de tecnologia em equipamentos, que incluiu telas de LED instaladas nos palcos rotativos e alto-falantes multi-celulares. A Japan Dome Tour "X" teve a participação do grupo iKon como ato de abertura, ela arrecadou 70,39 milhões de dólares para um público de setecentos e quarenta mil pessoas. |                     |                                                                         |                        |
| 2015–16 | Made World Tour     | 25 de abril de 2015 – 6 de março de 2016 (Turnê Mundial)                | 66                     |
| Em apoio ao lançamento de seus álbuns singles M,A,D,E, foi anunciado em 1 de abril de 2015, a realização da segunda turnê mundial do Big Bang. A turnê iniciou-se vinte e quatro dias depois e passou por quinze países, incluindo China, Japão, Austrália, México, Estados Unidos e Canadá. Como parte de sua equipe de produção atuaram LeRoy Bennett e Ed Burke como co-diretores criativos e Gil Smith II como seu diretor musical e da banda Band Six, responsável por acompanhar o quinteto em seus concertos desde a Alive Galaxy Tour em 2012. A turnê foi recebida com aclamação dos críticos de música, que elogiaram sua execução meticulosa e o talento individual dos membros do Big Bang. Ela foi classificada como uma das melhores turnês do ano pelo jornal The New York Times e foi listada na Top 200 turnês da América do Norte da Pollstar com arrecadação de 7,8 milhões de dólares em quatro concertos. Sua última apresentação em Seul tornou-se o concerto com maior transmissão ao vivo da história com 3,64 milhões de espectadores. A Made World Tour quebrou inúmeros recordes, incluindo o de turnê com maior público de um artista coreano ao reunir 1,5 milhão de pessoas. |                     |                                                                         |                        |
| 2016–17 | 0.TO.10             | 29 de julho de 2016 – 22 de janeiro de 2017 (Ásia)                      | 24                     |
| Como parte de suas comemorações de dez anos, foi anunciado em março de 2016, que o Big Bang iria realizar no mês de julho, duas apresentações especiais no Yanmar Stadium Nagai em Osaka no Japão, mais tarde, mais uma data foi adicionada devido a demanda. Em 20 de agosto de 2016, o grupo realizou um concerto no Seoul World Cup Stadium na Coreia do Sul, para um público de sessenta e cinco mil pessoas com ingressos esgotados, tornando-se a apresentação de maior público já realizada por um único artista no país. Nos meses de novembro e dezembro, mais uma etapa da turnê foi realizada no Japão, levando o grupo a ser o artista de maior poder de mobilização de concertos do ano no país. Seus concertos finais ocorreram em Hong Kong no fim de janeiro de 2017. A turnê obteve um público total de 1,1 milhão de pessoas. |                     |                                                                         |                        |
| 2017 | Last Dance Tour     | 18 de novembro de 2017 – 31 de dezembro de 2017 (Japão e Coreia do Sul) | 16                     |
| A sexta turnê realizada no Japão pelo Big Bang foi anunciada em 8 de agosto de 2017, como a última turnê do grupo a ser executada antes de sua pausa programada, devido ao serviço militar obrigatório a ser realizado pelos membros. T.O.P não apresentou-se na turnê por já estar em seu serviço militar obrigatório. Como um quarteto, o grupo realizou catorze apresentações e seu concerto no Tokyo Dome em 13 de dezembro de 2017, foi exibido ao vivo em mais de cem salas de cinema no Japão. O Big Bang tornou-se o primeiro artista estrangeiro a realizar uma turnê pelas arenas de cúpula do país por cinco anos consecutivos. Dois concertos adicionais foram realizados em 30 e 31 de dezembro de 2017, no Gocheok Sky Dome em Seul com ingressos esgotados. |                     |                                                                         |                        |

## Concertos
Todos os concertos do Big Bang foram realizados na Olympic Gymnastics Arena em Seul, Coreia do Sul. 
| Ano | Título        | Duração                                           | Álbum associado              | Número de performances |
| --- | ------------- | ------------------------------------------------- | ---------------------------- | ---------------------- |
| 2006 | The R.E.A.L   | 30 de dezembro de 2006                            | Bigbang Vol.1                | 1                      |
| Foi o primeiro concerto do Big Bang realizado apenas quatro meses após sua estreia. O evento ocorreu em 30 de dezembro de 2006, para um público de doze mil pessoas, com repertório de seu álbum de estreia Bigbang Vol.1. O concerto foi gravado para ser lançado posteriormente como o primeiro álbum e DVD ao vivo do grupo, de nome First Live Concert: The Real, lançado em fevereiro do ano seguinte. |               |                                                   |                              |                        |
| 2007 | The G.R.E.A.T | 28 de dezembro de 2007 – 30 de dezembro de 2007   | Always, Hot Issue            | 3                      |
| Em dezembro de 2007, o Big Bang realizou o concerto The G.R.E.A.T em três datas consecutivas. Seus ingressos esgotaram-se dez minutos após serem colocados a venda, a série de concertos recebeu um público total de quinze mil pessoas. |               |                                                   |                              |                        |
| 2009 | Big Show 2009 | 30 de janeiro de 2009 – 1 de fevereiro de 2009    | Stand Up, Number 1, Remember | 4                      |
| A primeira série de concertos intitulada "Big Show", iniciou-se em 30 de janeiro de 2009, originalmente três apresentações foram planejadas, entretanto devido a demanda, a YG Entertainment decidiu incluir a data que tornou-se o seu início. Big Show 2009 obteve público de cinquenta e seis mil pessoas, arrecadando 3,56 milhões de dólares. |               |                                                   |                              |                        |
| 2010 | Big Show 2010 | 29 de janeiro de 2010 – 31 de janeiro de 2010     | –                            | 3                      |
| Apresentando-se para um público de trinta e seis mil espectadores, o Big Bang realizou a série de três concertos 2010 Big Show, após um ano sem apresentações na Coreia do Sul. O evento foi gravado e lançado posteriormente em DVD e álbum ao vivo, este último intitulado 2010 Big Show Live Album atingiu a primeira posição na Gaon Album Chart. |               |                                                   |                              |                        |
| 2011 | Big Show 2011 | 25 de fevereiro de 2011 – 27 de fevereiro de 2011 | Tonight                      | 3                      |
| A última série de concertos do Big Bang intitulada "Big Show", foi anunciada em dezembro de 2010 e realizada durante três datas em fevereiro de 2011, em apoio a seu EP Tonight (2011). Big Show 2011 contou com um repertório composto por vinte e sete canções e foi exibido na televisão coreana atingindo 5.7% de audiência. Recebido por críticas positivas, o concerto foi saudado como sendo "sensual e estiloso" e também "luxuoso", além de ter sido considerado um retorno "brilhante" do grupo. Seu público total foi de quarenta mil pessoas com arrecadação de 2,8 milhões de dólares. |               |                                                   |                              |                        |

## Outras turnês
| Ano | Título                 | Duração                                                                | Número de performances |
| --- | ---------------------- | ---------------------------------------------------------------------- | ---------------------- |
| 2012–16 | Fantastic Babys        | 1 de julho de 2012 – 29 de maio de 2016 (Japão)                        | 45                     |
| Foi a primeira turnê de encontro de fãs realizada pelo Big Bang no Japão, para os membros de seu fã-clube oficial do país. Seus eventos que incluem apresentações musicais e jogos, iniciaram-se em 1 de julho de 2012 e foram realizados pela última vez em 29 de maio de 2016. Todos os membros exceto T.O.P, que manteve sua agenda pessoal, participaram da turnê, que obteve público de duzentos e oitenta mil pessoas somente em 2016.                                                                                              |                        |                                                                        |                        |
| 2016 | Made V.I.P Tour        | 11 de março de 2016 – 22 de outubro de 2016 (Ásia e América do Norte)  | 41                     |
| Em 6 de fevereiro de 2016, foi anunciada a primeira turnê de encontro de fãs mundial do Big Bang, de nome Made V.I.P Tour e com sua primeira etapa em oito cidades da China. Mais tarde ela passou por Hong Kong, Macau, Taiwan, Malásia, Singapura e encerrou-se em Honolulu nos Estados Unidos. Apenas na China Continental, a turnê obteve público de mais de quinhentas mil pessoas, quebrando o próprio recorde do grupo de artista de língua estrangeira com maior público já visto na China e arrecadando 70,3 milhões de dólares. |                        |                                                                        |                        |
| 2016–17 | Big Bang Special Event | 6 de novembro de 2016 – 23 de dezembro de 2017 (Japão e Coreia do Sul) | 15                     |
| Em novembro de 2016, o Big Bang iniciou o Big Bang Special Event com oito apresentações no Japão e Coreia do Sul, sendo realizado em conjunto com a turnê 0.TO.10. Todos os membros participaram de sua primeira etapa, no entanto, devido a seu serviço militar obrigatório, T.O.P não compareceu as outras duas etapas da turnê com eventos realizados somente no Japão. |                        |                                                                        |                        |